# Польща в Європейському Союзі
Польща є членом Європейського союзу з 1 травня 2004 року, а 16 квітня 2003 року в Афінах було підписано Договір про приєднання як правову основу для вступу Польщі до ЄС. Фактичний процес інтеграції Польщі до ЄС розпочався із заявки Польщі на членство 8 квітня 1994 року, і подальшого підтвердження заявки всіма державами-членкинями в Ессені з 9 по 10 грудня 1994 року. Інтеграція Польщі до Європейського Союзу є динамічним і безперервним процесом.

## Порівняння
|                   | Європейський Союз | Польща                                                                        |
| ----------------- | --- | ----------------------------------------------------------------------------- |
| Населення         | 447,206,135 | 38,386,000                                                                    |
| Площа             | 4,324,782 км2 (1,669,808 sq mi) | 312,696 км2 (120,733 sq mi)                                                   |
| Густота населення | 115/км2 (300/sq mi) | 123/км2 (318.6/sq mi)                                                         |
| Столиця           | Брюссель (де-факто) | Варшава                                                                       |
| Найбільші міста   | Париж, Рим, Берлін, Відень, Мадрид, Амстердам, Атени, Дублін, Гельсінкі, Варшава, Лісабон, Стокгольм, Копенгаген, Прага, Бухарест, Нікосія, Будапешт, Загреб, Софія | Краків, Познань, Ґданськ, Вроцлав, Лодзь, Білосток, Ольштин, Люблін, Ґдиня    |
| Уряд              | Наднаціональна парламентська демократія на основі європейських договорів | Унітарна напів президентська конституційна республіка                         |
| Перший лідер      | Президент вищої влади Жан Моне | Президент Войцех Ярузельський                                                 |
| Поточний лідер    | Голова ради Шарль Мішель Голова комісії Урсула фон дер Ляєн | Президент Анджей Дуда Прем'єр-міністр Матеуш Моравецький                      |
| Офіційні мови     | 24 офіційні мови, з яких 3 вважаються "процедурними" (англійська , французька та німецька) | Польська                                                                      |
| Основні релігії   | 72% християн (48% римські католики, 12% протестанти, 8% православні, 4% інші християни), 23% нерелігійні, 3% інші, 2% іслам | 92.9% римські католики, 1.3% іншої віри, 3.1% нерелігійні, 2.7% без відповіді |
| Етнічні групи     | німці (близько 80 мільйонів), французи (близько 67 мільйонів),італійці (близько 60 мільйонів), іспанці (близько 47 мільйонів), поляки (близько 46 мільйонів), румуни (близько 16 мільйонів), нідерландці (близько 13 мільйонів), греки (близько 11 мільйонів), португальці (бл. 11 млн.) та інші | 98% поляки, 2% інші чи не вказано                                             |
| ВВП (номінальний) | 16,477 трлн доларів, 31 801 доларів на душу населення | 607 мільярдів доларів, 15 988 доларів на душу населення                       |

## Ранні відносини між Польщею та ЄС (1988–1993)

ЄС і 10 нових країн, що приєдналися (станом на 1 травня 2004 р.)

Дипломатичні відносини між Польщею та Європейським економічним співтовариством розпочалися 16 вересня 1988 року. Через рік, 19 вересня 1989 року, під час першого візиту голови Комітету міністрів ЄЕС до Польщі у Варшаві було підписано угоду про торговельно-економічне співробітництво.
Зміни в польській політиці протягом і після 1989 року дозволили вести дипломатичні переговори щодо участі Польщі в Європейському економічному співтоваристві. Офіційні переговори розпочалися 22 грудня 1990 року і завершилися 16 грудня 1991 року в рамках «Європейської угоди про асоціацію між Республікою Польща та Європейськими Співтовариствами та їх державами-членами». У той же час, разом з Європейською угодою, Польща підписала торговельну угоду, включену до Тимчасової угоди, яка діє з 1 березня 1992 року.
Угода Польщі з ЄЕС набула чинности 1 лютого 1994 року, через три місяці після набуття чинности Маастрихтським договором. Першим кроком стало створення Комісії об’єднання Республіки Польща з ЄС, завданням якої був нагляд за виконанням нових угод. У рамках цієї комісії велися переговори на рівні міністрів у польському парламенті. Комітет парламентського об’єднання виступав у ролі форуму для відносин між польським парламентом та Європейським парламентом.

### Наближення до вступу (1993–1997)
Ще до початку переговорів про вступ у червні 1993 року під час засідання Європейської Ради в Копенгагені країни-члени ЄС офіційно підтвердили, що країни Центральної та Східної Європи, які зараз афілійовані з ЄС, приєднаються до ЄС після виконання економічних та політичних критеріїв. 8 квітня 1994 року уряд Республіки Польща зробив офіційний запит в Атенах про членство в Європейському Союзі. Під час саміту Європейської Ради, що відбувся в Ессені 9–10 грудня 1994 р., держави-члени ухвалили стратегію перед вступом, визначивши сфери та форми співробітництва, визнані ЄС важливими для прискорення інтеграції. Цей процес також підтвердив готовність ЄС до розширення на асоційовані країни. Офіційне підтвердження стратегії, викладеної в Білій книзі (про пристосування країн до вимог внутрішнього вільного ринку), яка була прийнята на саміті Європейської Ради в Каннах у червні 1995 року. Біла книга та щорічні підготовчі програми, прийняті польським урядом, визначили рамки та відносини Польщі з ЄС. 3 жовтня 1996 року згідно з постановою, прийнятою Радою Міністрів від 26 січня 1991 року, Бюро з європейської інтеграції набуло чинности з метою координації та допомоги всім міністерствам та установам, безпосередньо залученим до процесу інтеграції Польщі з Європейським Союзом. Основною роллю Офісу з європейської інтеграції було забезпечення виконання завдань, пов'язаних з координацією політики з питань інтеграції Польщі до Європейського Союзу. Крім того, він відповідав за координацію заходів щодо адаптації Польщі до європейських стандартів, а також за управління іноземною допомогою, яку Польща отримувала від Європейського Союзу.
У січні 1997 року Польща прийняла Національну стратегію інтеграції (NSI), яку парламент ухвалив у травні 1997 року. NSI виклав конкретні завдання, які стояли перед Польщею на шляху до повноправного членства в ЄС, та послідовність їх виконання. Роль NSI полягала, насамперед, у прискоренні та керівництві роботою урядових установ, а також у сприянні підвищенню обізнаности суспільства про можливі наслідки членства Польщі в ЄС. Операції з адаптації до членства проводилися відповідно до Національної програми підготовки до членства в Європейському Союзі (NPPC), розробленої урядом і прийнятої 23 червня 1998 року. NPPC щорічно (до 2001 року включно) змінювався відповідно до переговорних стратегій польського уряду. Він визначив шляхи досягнення пріоритетів, що містяться в документі « Партнерство для членства ». Партнерство заради членства та Національна програма підготовки до членства в Європейському Союзі були безпосередньо пов'язані з рішенням Європейської Комісії надати фінансування ЄС через Phare, SAPARD та ISPA, які є трьома фінансовими інструментами Європейського Союзу для допомоги країнам-кандидатам. під час підготовки до вступу.

### Переговори (1997–2002)
На основі рекомендацій, що містяться у висновках Європейської комісії від 16 липня 1997 року, засідання Європейської Ради в Люксембурзі 12-13 грудня 1997 року вирішило розпочати переговори про вступ з п'ятьма країнами Центральної та Східної Європи (Польща, Чехія, Угорщина, Словенія та Естонія) а також Кіпр. Для всіх країн-кандидатів Центральної та Східної Європи Європейська Рада запустила розширену стратегію передприєднання, включаючи імплементацію Європейських угод, Партнерство для членства та нову версію програми PHARE.
Процес розширення ЄС був офіційно започаткований на засіданні Ради із загальних справ 30 березня 1998 року. Тоді Польща оголосила 31 грудня 2002 року датою готовности до членства в Європейському Союзі. 31 березня 1998 року в Брюсселі почалося дослідження сумісности чинного законодавства країн-кандидатів із законодавством ЄС. Після закінчення дослідження фактичні переговори були проведені одночасно на прохання країн-кандидатів, хоча окремо з кожним із кандидатів з 10 листопада 1998 року. З 16 квітня 1999 р. регулярні зустрічі політичних директорів та європейських кореспондентів асоційованих країн та країн ЄС розпочали політичний діалог. З метою переговорів ЄС створив 37 робочих груп, які відповідали за розробку угод у відповідних сферах. Головами польської переговорної групи (PZN) були послідовно: Яцек Сарюш-Вольський (1997-2001) та Данута Хюбнер (2001-2004).
Основною роллю переговорів було вироблення спільної позиції між головою PZN та комісаром ЄС з питань розширення та подання її на затвердження Європейській комісії, яка підготувала проєкт переглянутої спільної позиції всього ЄС для прийняття. 15 країнами-членами Європейської Ради. Метою переговорів була підготовка договору про приєднання, який був прийнятий на останньому засіданні Міжурядової конференції з приєднання.
У жовтні 1990 р. було вирішено з'єднати столиці країн, пов'язаних із Секретаріатом Ради ЄС, за допомогою спеціально підготовленої мережі зв'язку. До 2000 року Польщі вдалося завершити переговори в 25 з 30 переговорних зон, а для 9 з них вдалося домовитися про перехідні періоди. Решта 5 напрямків були узгоджені між 2001 і 2002 роками.
Польські переговори з ЄС завершилися під час саміту ЄС у Копенгагені 13 грудня 2002 року.

### Приєднання (2003–2004)

Вступ Польщі до ЄС 2004 р

Договір про приєднання підлягав затвердженню та прийняттю абсолютною більшістю голосів у Європейському парламенті 9 квітня 2003 року та одноголосно Радою Європейського Союзу 14 квітня 2003 року. Наступним етапом була ратифікація договору всіма країнами-членами відповідно до їхніх конституційних вимог (крім Ірландії, де він був ратифікований після загальнонаціонального референдуму, а інші держави-члени ухвалили його у формі парламентського голосування). Договір набув чинности після процедури ратифікації ЄС. У Польщі остаточний процес його прийняття відбувся у формі всенародного референдуму 7–8 червня 2003 року.
"Чи даєте ви дозвіл Республіці Польща на вступ до Європейського Союзу?"
За опублікованими Національною виборчою комісією результатами, проголосували 58,85% виборців (тобто 17 586 215 з 29 868 474 осіб), 77,45% з них (тобто 13 516 612) відповіли ствердно на запитання. 22,55% з них (тобто 3 936 012) відповіли ні. Результати також показали, що 126 194 голоси визнані недійсними.
Договір про приєднання 2003 року, підписаний 16 квітня 2003 року в Атенах, був юридичною основою для вступу 10 країн Центральної та Південної Європи (Кіпру, Чехії, Естонії, Латвії, Литви, Мальти, Польщі, Словаччини, Словенії та Угорщини). Союз.

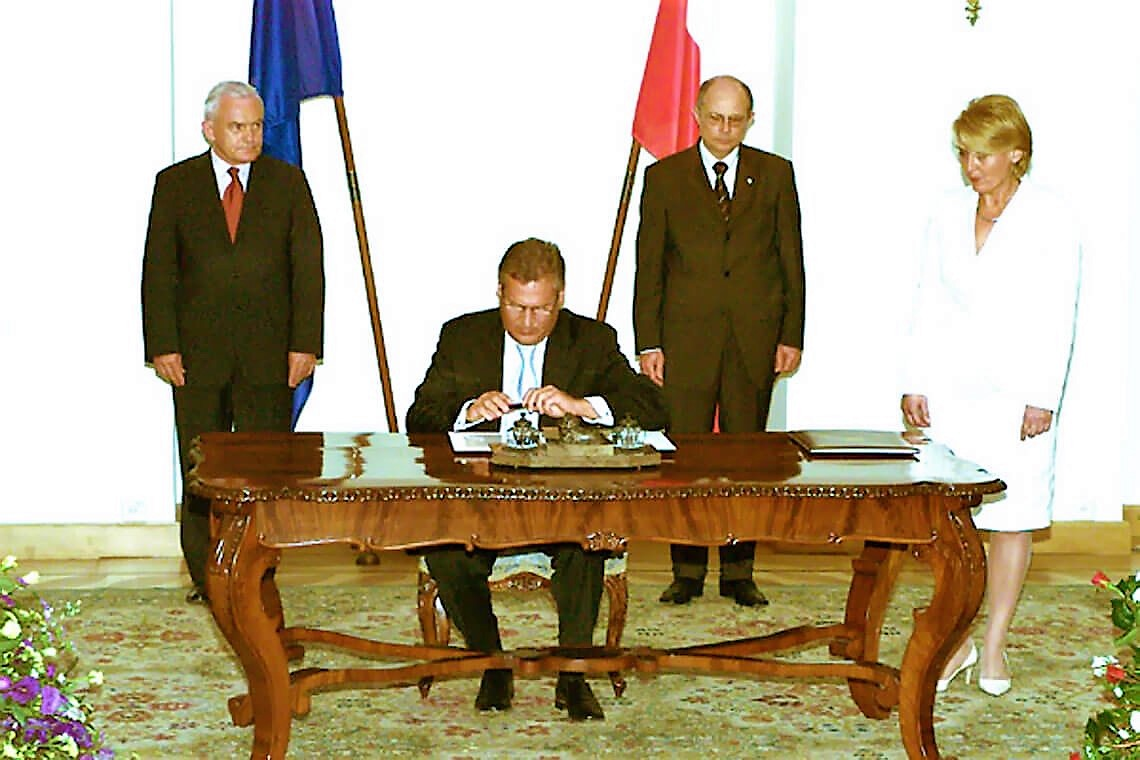
Президент Олександр Квасьнєвський підписує Договір про приєднання (23 липня 2003 р.)

1 травня 2004 року Польща стала повноправним членом Європейського Союзу разом з 9 іншими європейськими країнами.
| країни-члени ЄС                                                            | Дата приєднання    |
| -------------------------------------------------------------------------- | ------------------ |
| Кіпр Чехія Естонія Угорщина Литва Латвія Мальта Польща Словаччина Словенія | 1 травня 2004 року |

## Після вступу (2004 – дотепер)
Згідно з інформацією, наданою Міністерством фінансів (від 8 лютого 2006 року), Польща повинна була бути готова приєднатися до єврозони до 2009 року, однак це було перенесено принаймні на 2018 рік. Міністр фінансів оголосив постанову, згідно з якою з 15 квітня 2004 року споживач або одержувач послуг може оплачувати свої товари чи послуги за допомогою євро.
13 грудня 2007 року в монастирі Єронімуш у Лісабоні представники 27 держав-членів ЄС підписали Договір про реформу. Від імені Польщі договір підписали прем'єр-міністр Дональд Туск і міністр закордонних справ Радослав Сікорський. На чолі польської делегації був президент Лех Качинський, якого супроводжували міністри президентської канцелярії Роберт Драба та Міхал Камінський.
Приєднання Польщі до Шенгенської угоди відбулося 21 грудня 2007 року (для сухопутних та морських переправ) та 29 березня 2008 року (для аеропортів разом із новим розкладом рейсів). 30 липня 2007 року Польща пройшла технічні випробування на доступ до Шенгенської системи. За пропозицією Португалії 21 грудня 2007 року відбулося символічне відкриття кордонів у Вореку Турошовському на потрійному кордоні Польщі, Чехії та Німеччини.
1 травня 2009 року, через п’ять років після вступу Польщі до Європейського Союзу, закінчився період захисту від покупки будинків та квартир у Польщі іноземцями (громадянами ЄС).
Згідно з опитуванням, проведеним Центром дослідження громадської думки в березні 2014 року, присутність Польщі в Європейському Союзі підтримали 89% поляків, тоді як 7% виступили проти членства Польщі в ЄС.
Найновіші статистичні дані (станом на липень 2016 року) показують, що в 2014 році Польща отримала від ЄС 17,436 мільярда євро, тоді як внесок лише 3,526 мільярда євро. У 2013 році Польща також отримала майже на 2 мільярди євро фінансування ЄС більше, ніж будь-яка інша країна-член (Франція була другою за величиною). Європейський Союз надав фінансування інфраструктурі та транспорту; сільське господарство та розвиток села; здоров'я та дослідження; зростання та робочі місця; довкілля та енергетики, а також інші проєкти Європейського соціального фонду. Приклади включають фінансування понад 60% інвестицій, необхідних для будівництва ділянки автомагістралі A1 між Торунем і Лодзью (1,3 мільярда євро), покращення громадського транспорту в Кельцях (54 мільйони євро) та проєкту «Людський мозок» у Варшавському технологічному університеті. (54 мільйони євро).

### Польща та європейська політика сусідства

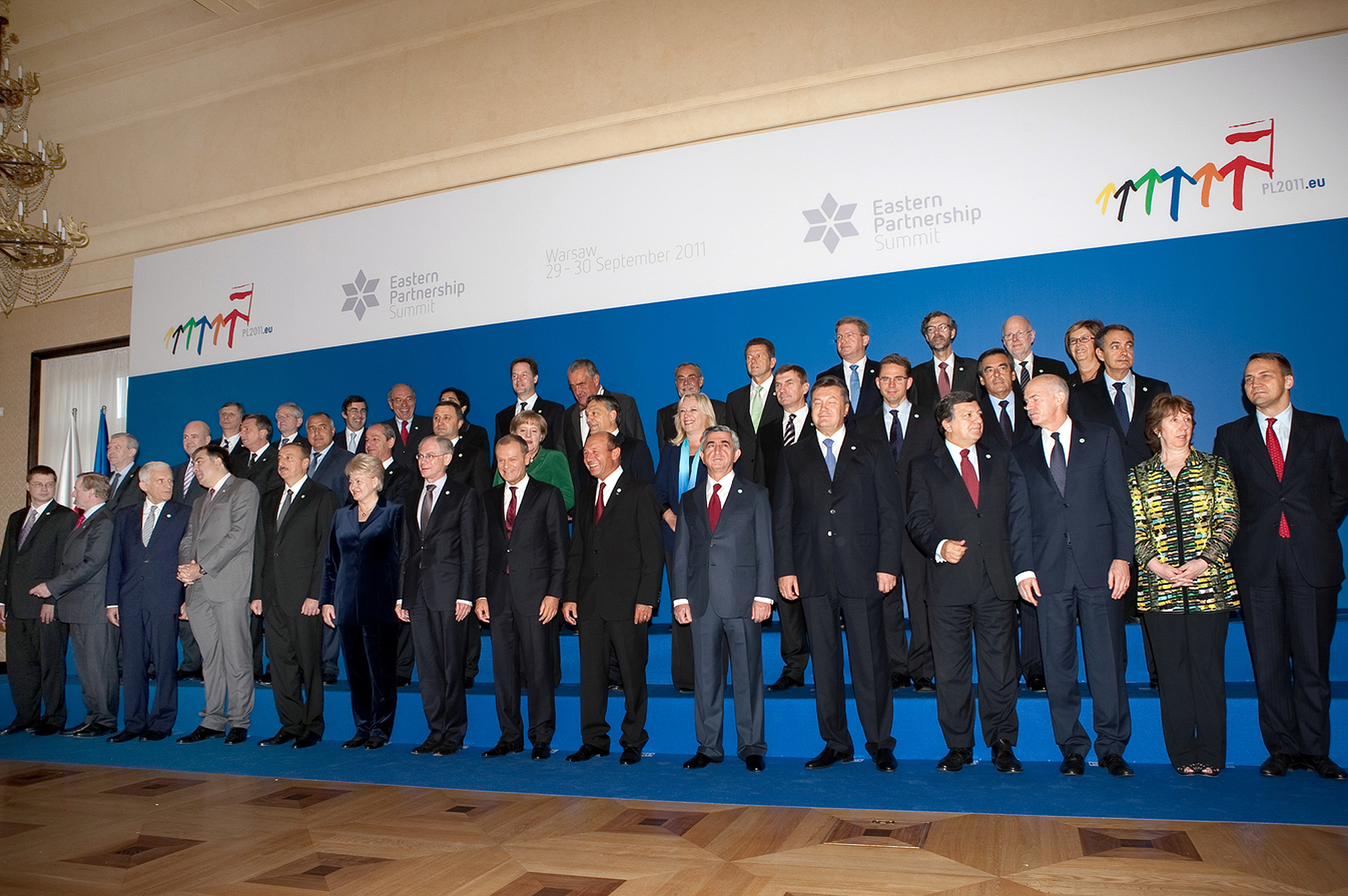
Саміт Східного партнерства у Варшаві (29-30 вересня 2011 р.)

Польща зробила значний внесок у Європейську політику сусідства. Європейський Союз зацікавлений у Східній Європі і, можливо, допомагав у розвитку демократії в регіоні, беручи участь у дипломатичних дискусіях під час падіння комунізму та Радянського Союзу наприкінці 1980-х років. ЄС почав фокусуватися на таких країнах, як Україна, Білорусь, Молдова, Азербайджан, Вірменія та Грузія.
До інтеграції Польщі до Європейського Союзу польські політики намагалися посилити економічну та політичну співпрацю з сусідніми країнами. Ці зусилля були зроблені для того, щоб допомогти ЄС у його зусиллях щодо подальшого розширення на європейський континент, як ось вступ України до Європейського Союзу.

### Польща та спільна зовнішня політика та політика безпеки ЄС
Польща скептично ставиться до спільної зовнішньої політики та політики безпеки ЄС і виступає проти надання додаткових повноважень зовнішній політиці та безпековій політиці Європейського Союзу. Такі країни ЄС, як Франція та Німеччина, хочуть більш сприятливих відносин з Російською Федерацією, однак Польща має напружені відносини та історію з Росією і не хоче змінювати свою зовнішню політику. Крім того, Польща побоюється, що більший охоплення ЄС у зовнішній політиці та безпековій політиці порушить національні інтереси та суверенітет Польщі.
Польща воліла обговорювати та підтримувати відносини з НАТО та Сполученими Штатами, скептично ставлячись до можливости реалізації єдиної політики безпеки та оборони ЄС. Польща бере участь в операціях ЄС з управління кризою. Польські війська брали участь у місіях ЄС у Боснії та Герцеговині, Північній Македонії та Демократичній Республіці Конго, зокрема.

### Польща та розширення ЄС

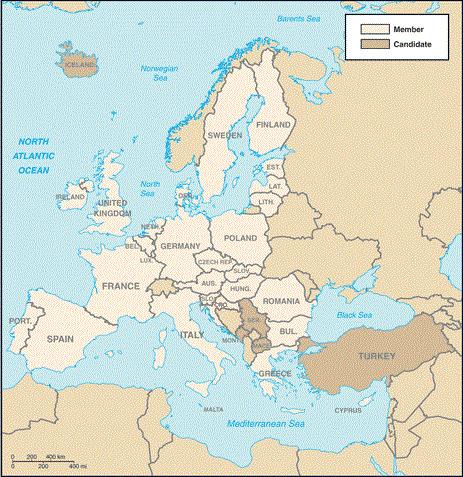
Країни-члени ЄС і країни-кандидати станом на 2013 рік

Польща підтримує подальший розвиток і подальше розширення Європейського Союзу, а також звертає увагу на необхідність усунути затримку початку переговорів про вступ. Польща підтримує прагнення України, Чорногорії, Сербії та Туреччини приєднатися до ЄС. Польща привітала рішення надати Албанії статус кандидата в ЄС. Польські політики заявили, що прийняття всіх балканських держав, України та Туреччини до ЄС буде доказом того, що внутрішня трансформація ЄС завершена, і що це додатково сприятиме більшій стабільности в усьому регіоні. Польща бере участь у неформальній групі (так звана «Талліннська група»), яка підтримує розширення ЄС.

### Внутрішня політика Польщі та ЄС (2015 – дотепер)
13 січня 2016 року Європейська комісія розпочала офіційну оцінку верховенства права на основі правил, викладених у 2014 році та відповідно до статті 7 Лісабонського договору щодо змін до конституційного суду та закону про громадські засоби масової інформації в Польщі. Оцінка теоретично може призвести до позбавлення Польщі права голосу в ЄС. Деякі польські та британські ЗМІ розкритикували участь ЄС у кризі Конституційного суду Польщі 2015 року, оскільки вона виходить за рамки Рамкової програми Європейського Союзу зі зміцнення верховенства права.
У вересні 2017 року Європейська комісія розпочала другий етап порушення стану верховенства права в Польщі. Це сталося в контексті сварки між Польщею та ЄС, яка включала також вирубку Біловезької пущі, відмову прийняти біженців за програмою переселення та інші проблеми.
14 липня 2021 року Конституційний трибунал Польщі постановив, що будь-які тимчасові заходи вищого європейського суду проти судової реформи Польщі «не відповідають» польській конституції. Міністр юстиції Польщі Збігнєв Зіобро заявив, що рішення Конституційного суду є «проти втручання, узурпації та правової агресії з боку органів Європейського Союзу».
У серпні 2021 року, у контексті спору Польщі та ЄС щодо польської судової реформи, Зіобро заявив, що Польща має залишитися в ЄС, але не «за будь-яку ціну».
У вересні 2021 року Ришард Терлецький заявив, що партія PIS хоче залишитися в ЄС і мати стосунки співпраці, але сказав, що «різкі рішення» (здавалося б, маючи на увазі вихід Польщі з ЄС) можуть знадобитися, якщо ЄС не буде «прийнятним нам».
7 жовтня 2021 року Конституційний Трибунал Польщі постановив, що частини Договору про Європейський Союз несумісні з його конституцією, що відкриває новий конфлікт з Європейським Союзом.
27 жовтня 2021 року Європейський суд (ECJ) оштрафував Польщу на 1 мільйон євро на день за порушення закону, утримуючи дисциплінарну палату Верховного суду, оскільки попереднє рішення ЄС передбачало призупинення роботи дисциплінарної палати. Суд ЄС постановив, що палата «[не] гарантувала неупередженість судів». Штраф є найвищим щоденним покаранням, яке ЄС коли-небудь накладав будь-якій державі-члену ЄС.

## Євроскептицизм у Польщі
22 листопада 2020 року польська консервативна щотижнева газета Do Rzeczy опублікувала на першій сторінці статтю під назвою «Polexit: ми маємо право говорити про це».
Польська ультраправа партія «Конфедерація свободи і незалежности» кілька разів закликала до виходу з Європейського Союзу.

## Опитування
Опитування, проведене в січні 2020 року, показало, що 89% поляків заявили, що Польща повинна залишитися в ЄС, а 6% заявили, що вона повинна вийти з союзу. Хоча опитування 20-23 листопада показало, що 87% поляків заявили, що Польща має залишатися членом Європейського Союзу, 8% (збільшення) опитаних висловили протилежну думку, а ще 5% не змогли визначитися.
У липні 2021 року SW Research провела опитування для щоденної газети Жечпосполіта і виявила, що 16,9% респондентів відповіли позитивно на запитання: «На вашу думку, чи повинна Польща вийти з ЄС?» тоді як ще 62,6% відповіли негативно і трохи більше 20% не мали своєї думки.